# Templo de Brigham City
El Templo de Brigham City, Utah, es uno de los templos construidos y operados por la Iglesia de Jesucristo de los Santos de los Últimos Días, el número 139 construido por la iglesia y uno de catorce templos en el estado de Utah. Situado en el centro de la ciudad de Brigham City (Utah), capital del Condado de Box Elder, colonizado por pioneros mormones en 1850, el templo de concreto blanco consta de dos pináculos y jardines que en la primavera son decorados con miles de flores que, a diferencia del interior del templo, están abiertos al público.
Los límites del templo consisten en Santos de los Últimos Días provenientes del Condado de Box Elder, el norte de Utah y el sureste de Idaho, el cual coincide con los mismos límites de la primera estaca SUD en el condado. El nombre del templo se debe a la ciudad que fue nombrada de Brigham Young, líder del territorio de Utah cuando se llevó a cabo la colonización de la región por pioneros mormones.

## Historia
La Escuela Central de la ciudad de Brigham City se edificó en 1901 en el terreno donde ahora se asienta al templo. Después de que la escuela se incendiara, se construyó una nueva escuela primaria de un piso en la misma cuadra. La escuela fue derribada después de que fuera cerrada en 2000, y la propiedad conocida como Manzana Central (del inglés, Central Square) permaneció vacía desde entonces.
El 27 de octubre de 2009 las autoridades generales de la iglesia anunciaron que el sitio del templo sería la cuadra de la ciudad directamente opuesto al histórico Tabernáculo de Box Elder, la Manzana Central de la ciudad.

## Diseño
El templo de Brigham City es una fusión entre localización y estandarización aplicado por la iglesia en la construcción de templos. El sitio, la ornamentación exterior e interior, así como la arquitectura, han sido diseñados para incorporar la cultura local. 
En diciembre de 2009, el Concejo Municipal de Brigham City aprobó la solicitud de la Iglesia para desalojar los lotes que subdividen el sitio del templo así como los servicios municipales asociados. Como consecuencia, el terreno se unificó en un bloque único sin subdivisiones limítrofes, otorgando a la Iglesia control unificado sobre los servicios públicos del lugar.

## Construcción
La Primera Presidencia de la iglesia SUD anunció la construcción del templo en la ciudad de Brigham City el 3 de febrero de 2009. La ceremonia de la primera palada tuvo lugar el 31 de julio de 2012, presidida por el entonces apóstol de la iglesia SUD Boyd K. Packer, nativo de Brigham City. 
El templo se construyó a base de concreto prefabricado blanco y cuenta con dos salones empleados para las ordenanzas SUD, tres salones de sellamientos matrimoniales y un batisterio sostenidos por 12 estatuas de bueyes, cada uno representando simbólicamente una de las tribus de Israel. El templo tiene un área de 3.345 metros cuadrados de construcción en un terreno de 1,3 hectáreas. El diseño del templo de Brigham City es de tal manera que la fachada frontal está encarada hacia el este en dirección al histórico tabernáculo de la ciudad.
La estatua del ángel Moroni laminada de oro fue izada sobre el pináculo del Templo de Brigham City el 12 de julio de 2011. Las cuatro calles que rodean el templo se cerraron para permitir que aproximadamente 5.000 espectadores pudieran ver el proceso.

## Dedicación
El templo SUD de la ciudad de Brigham City fue dedicado para sus actividades eclesiásticas el 23 de septiembre de 2012, por el apóstol mormón Boyd K. Packer. Con anterioridad a ello, del 18 de agosto al 15 de septiembre de ese mismo año la iglesia permitió un recorrido público de las instalaciones y del interior del templo al que asistieron más de medio millón de visitantes. Unos 160.000 miembros de la iglesia e invitados asistieron a la ceremonia de dedicación, que incluye una oración dedicatoria.